# ایستمن (جورجیا)
ایستمن، جورجیا (به انگلیسی: Eastman, Georgia) یک شهر در ایالات متحده آمریکا با جمعیت ۱۳٬۵۴۱ نفر است که در جورجیا واقع شده‌است.

## موقعیت جغرافیایی
موقعیت جغرافیایی شهرها و مناطق اطراف به شرح زیر است: